# ليونارد بلومنتال
ليونارد بلومنتال (بالإنجليزية: Leonard Blumenthal)‏ هو رياضياتي أمريكي، ولد في 27 فبراير 1901 في أثينا في الولايات المتحدة، وتوفي في 1984.